# Mons Agnes

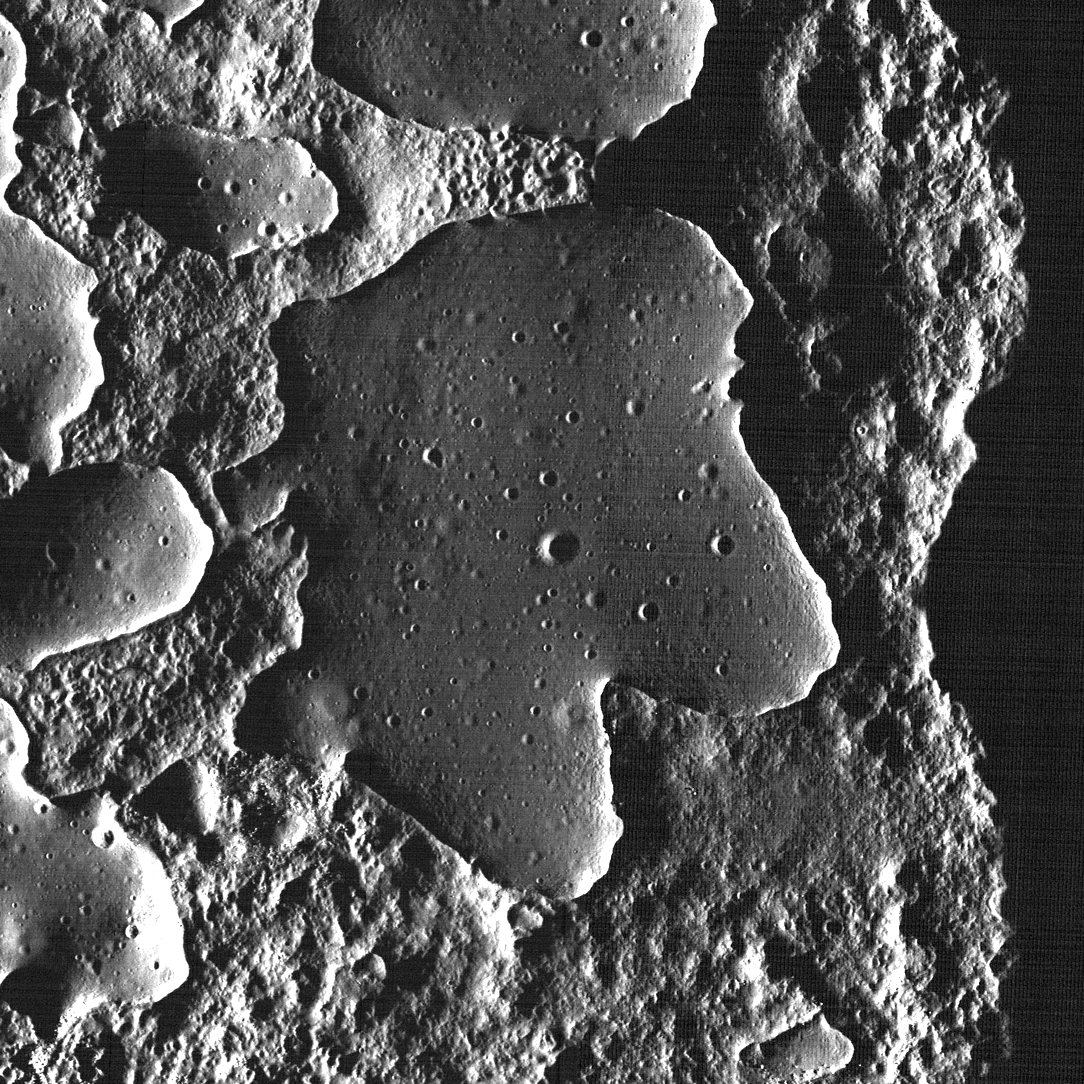
Mons Agnes

Mons Agnes est une petite montagne lunaire localisée en 18,6, 5,3 dans un cratère du lac de la Félicité. Elle possède un diamètre de moins d'un kilomètre. Elle semble avoir la forme d'un dôme très aplati haut de quelques dizaines de mètres. Son nom lui a été attribué en 1979.